# Ел-Пуч
Ел-Пуч, Пуч (валенс. Puig, ісп. Puig, офіційна назва El Puig) — муніципалітет в Іспанії, у складі автономної спільноти Валенсія, у провінції Валенсія. Населення — 8893 особи (2010).

## Географія
Муніципалітет розташований на відстані близько 300 км на схід від Мадрида, 14 км на північний схід від Валенсії.

## Демографія
Динаміка населення (INE ):

## Галерея зображень

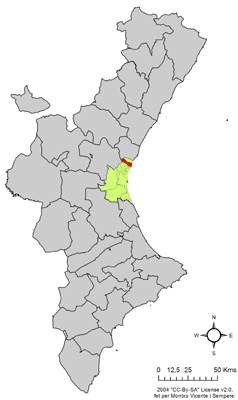
Розташування муніципалітету Ел-Пуч у автономній спільноті Валенсія
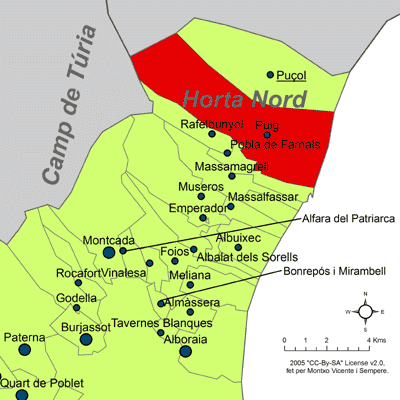
Розташування муніципалітету Ел-Пуч у комарці Уерта-Норте
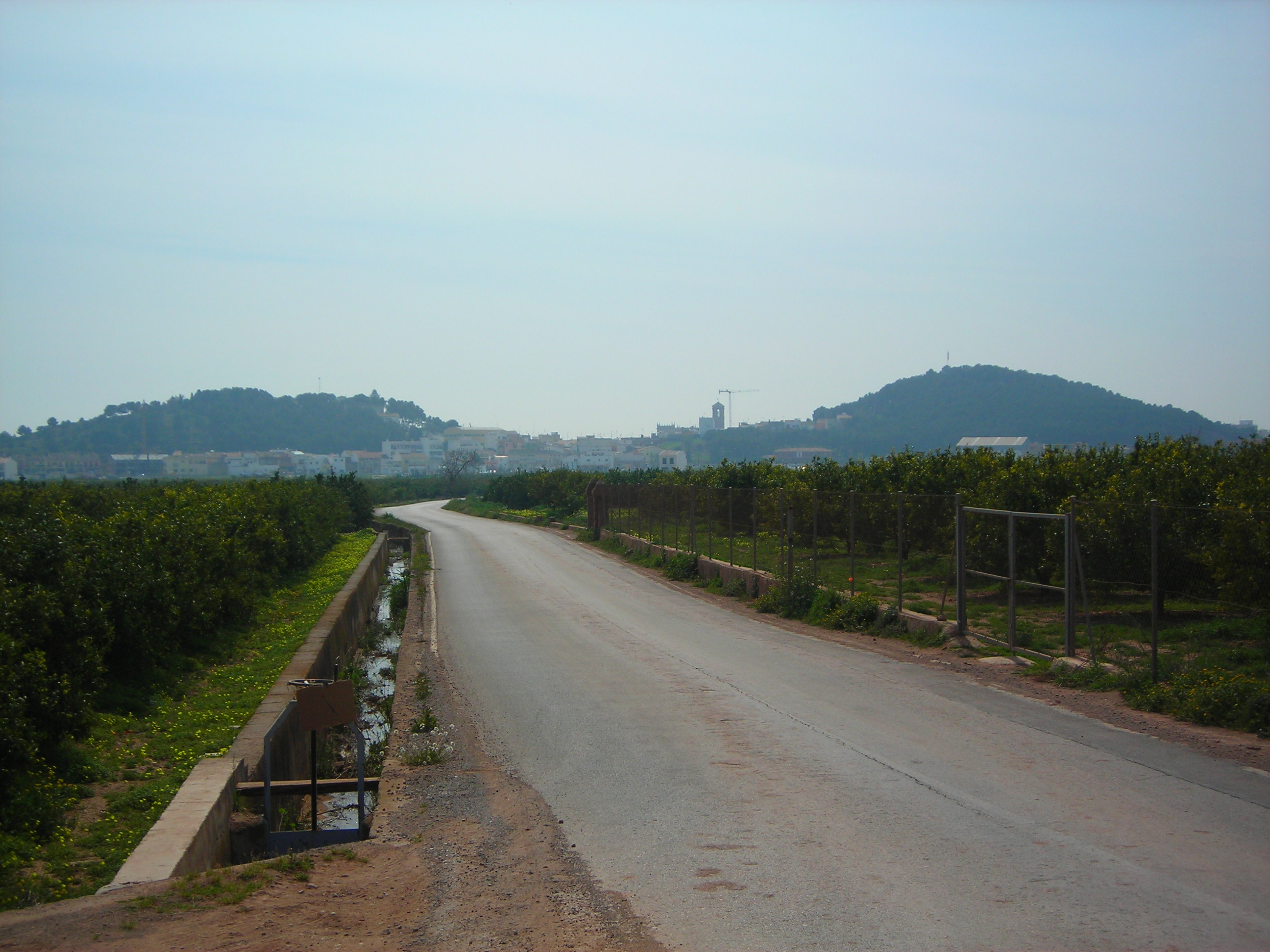
Ел-Пуч
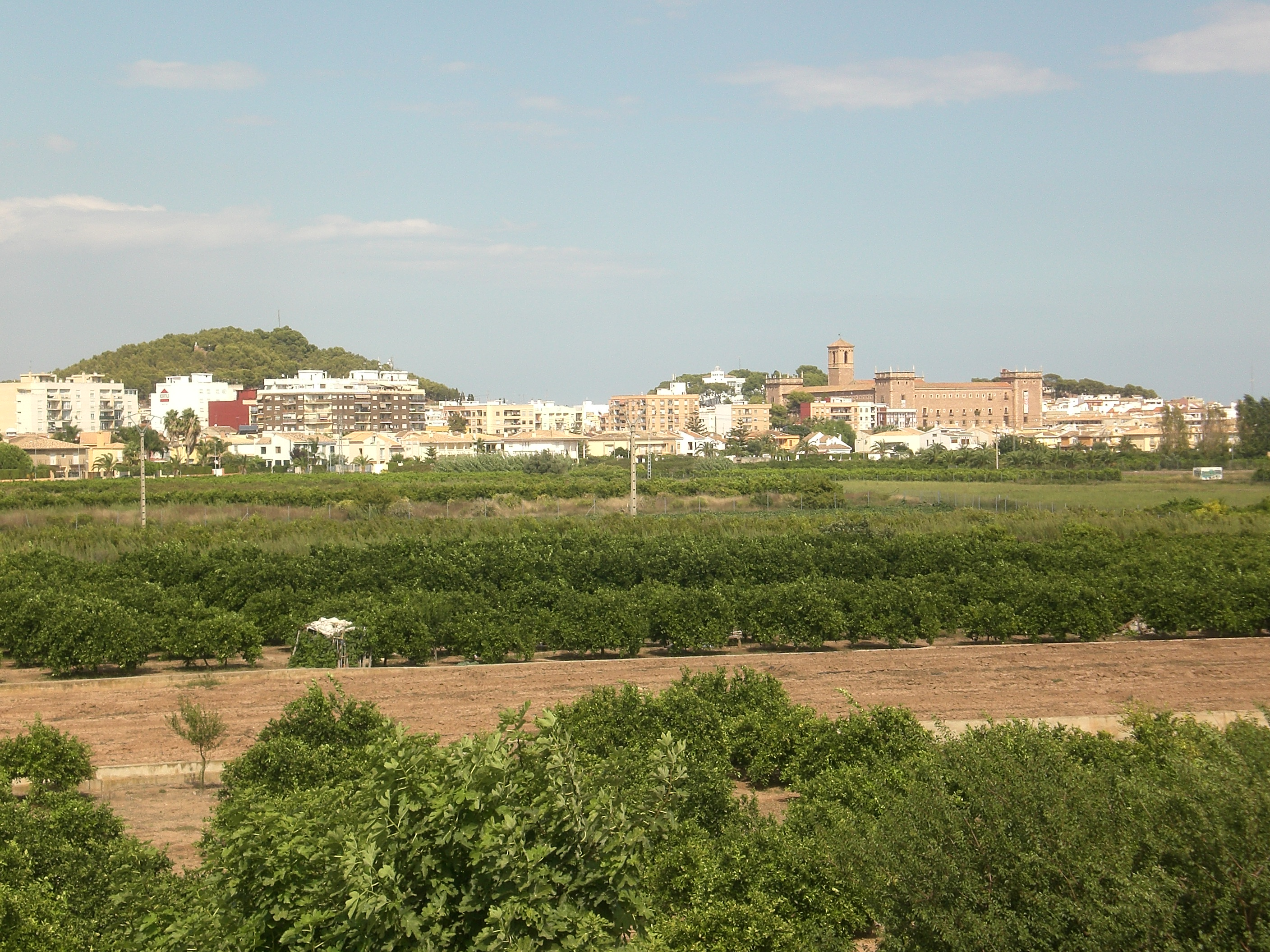
Ел-Пуч
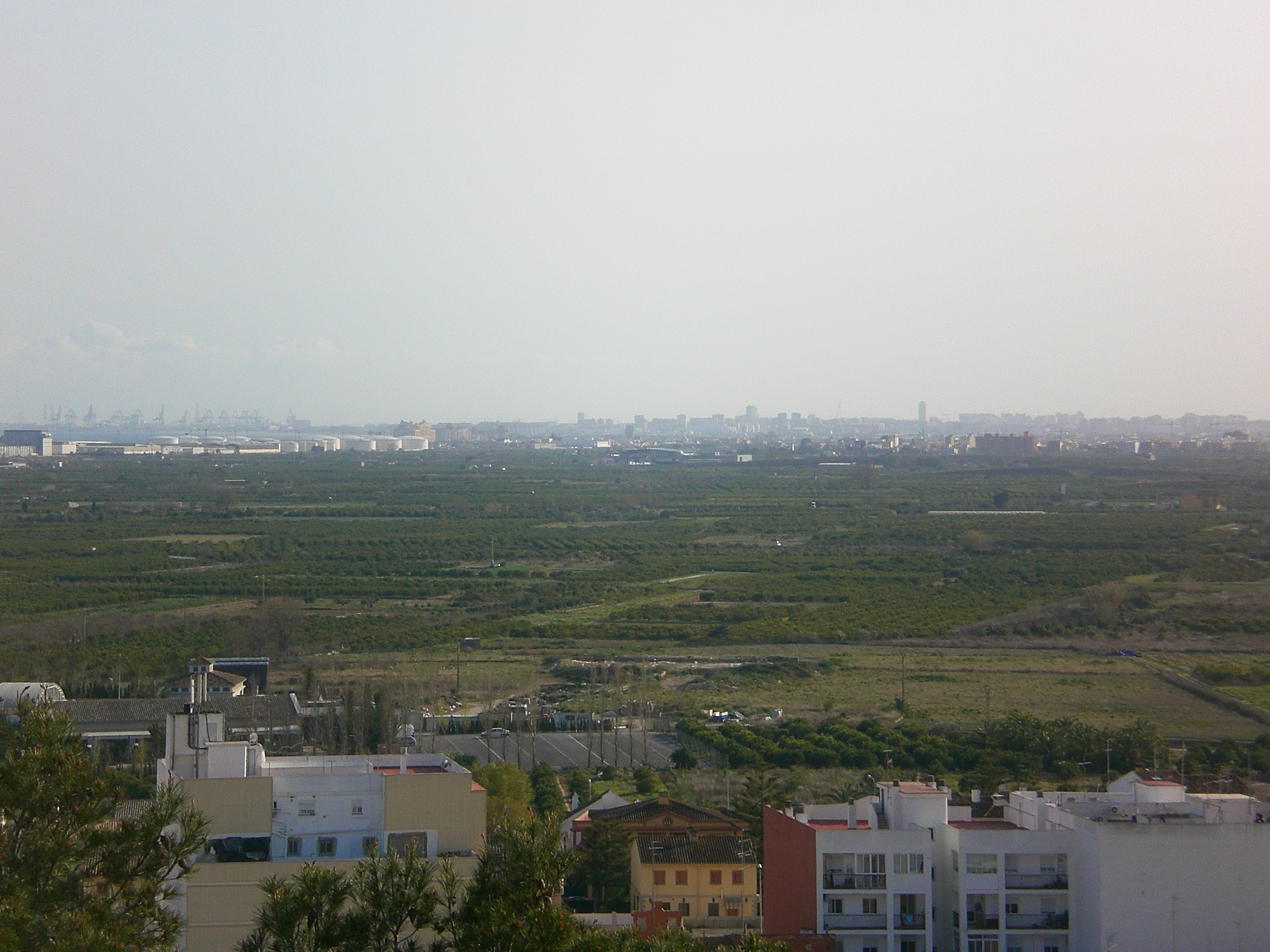
Валенсія з гори Ла-Пата
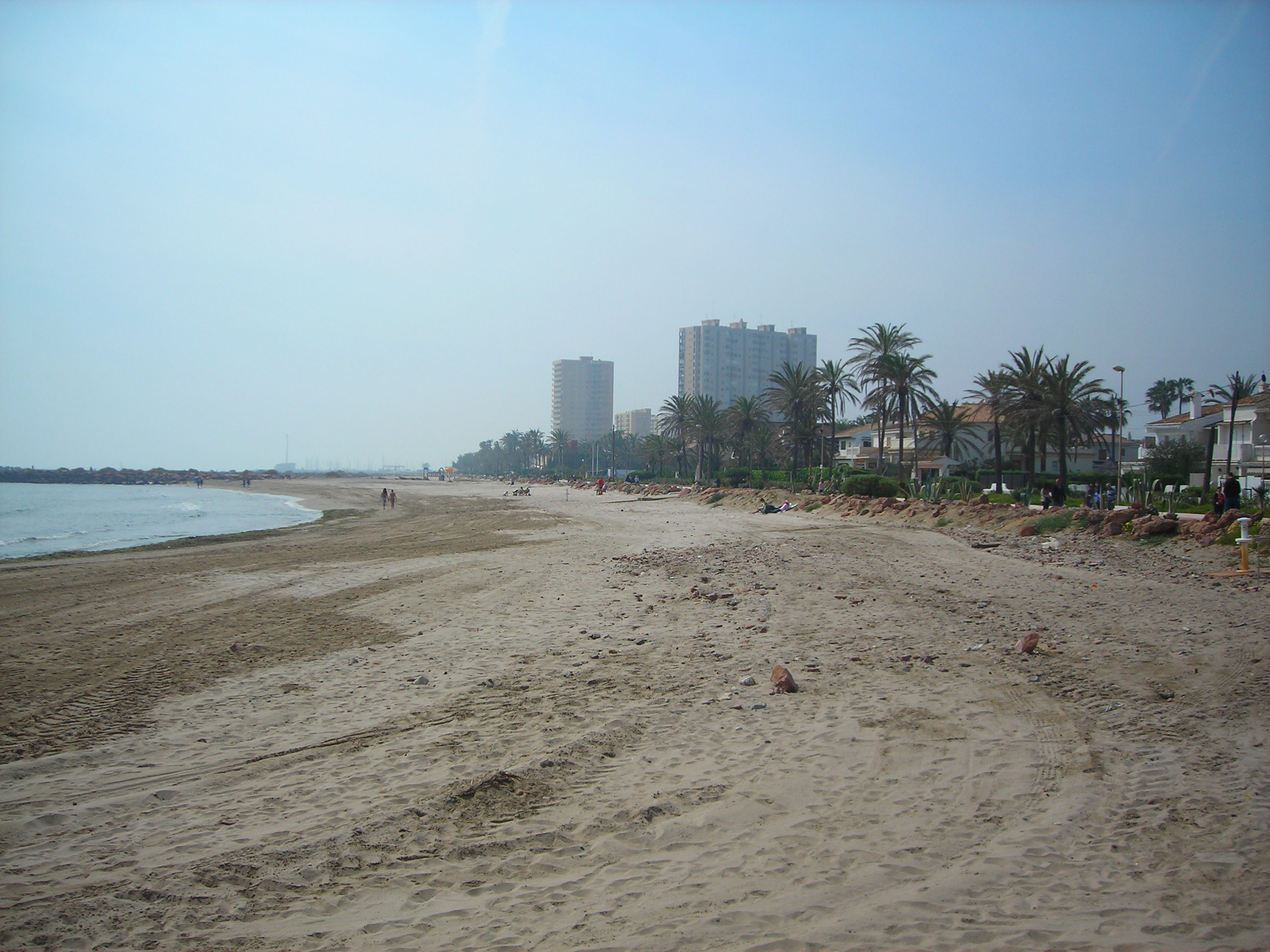
Ел-Пуч, пляж